# Gustavo Poirrier
Gustavo Poirrier (Valparaíso, 27 de mayo de 1965 - Nueva York, Estados Unidos, 4 de enero de 2003) fue un futbolista chileno que jugaba de mediocampista, apodado el Laucha.

## Trayectoria
Comenzó su carrera en el club amateur Deportes Recreo, del sector Recreo Alto de Viña del Mar. 
Poirrier llegó a Santiago Wanderers en los 80, cuando con 8 años se integró a las inferiores del cuadro caturro, cuadro de sus amores. El Laucha, fue ascendido al primer equipo wanderino en 1982, debutando al año siguiente en Primera División. En la mencionada década, Poirrier se consolidaba como titular de Wanderers, llegando a su mejor rendimiento en 1989, cuando el equipo de Valparaíso ascendió a Primera División a través de la Liguilla de Promoción ante Unión San Felipe, incluso marcando el último gol. Al año siguiente, con Luis Santibáñez en la banca, se salvó del descenso en la última fecha.
En 1991 fue a Unión Española y al año siguiente pasó a Deportes Temuco, por expresa petición de Santibáñez, donde jugó hasta 1997. En 1995 con un gol de su autoría, derrotó a la Universidad de Chile de Marcelo Salas. Fue allí donde más destacó, incluso llegando al ser nominado por Xabier Azkargorta al Seleccionado nacional en 1996.
En 1998 jugó 21 partidos en Deportes Concepción y en 1999 pasó a Deportes Puerto Montt, su último club como profesional (y último año también de futbolista en Chile), retirándose con 35 años del fútbol profesional.

## Selección Chilena
En la preparación para las Eliminatorias a Francia, Poirrier fue nominado para enfrentar algunos encuentros amistosos. Jugó por la Roja en febrero de 1996 en Coquimbo, por la revancha del 0-6 frente a Perú en Lima de abril de 1995. Ingresó en el segundo tiempo por Esteban Valencia y se mandó una tijera que lamentablemente no fue gol. Chile ganó por 4 a 0.

### Partidos internacionales
| Partidos internacionales | Partidos internacionales | Partidos internacionales                            | Partidos internacionales | Partidos internacionales | Partidos internacionales | Partidos internacionales | Partidos internacionales | Partidos internacionales |  |
| N.º                      | Fecha                    | Estadio                                             | Local                    | Resultado                | Visitante                | Goles                    | DT                       | Competición              |  |
| ------------------------ | ------------------------ | --------------------------------------------------- | ------------------------ | ------------------------ | ------------------------ | ------------------------ | ------------------------ | ------------------------ |  |
| 1                        | 4 de febrero de 1996     | Estadio Félix Capriles, Cochabamba, Bolivia         | Bolivia                  | 1-1                      | Chile                    |                          | Xabier Azkargorta        | Amistoso                 |  |
| 2                        | 114 de febrero de 1996   | Estadio Francisco Sánchez Rumoroso, Coquimbo, Chile | Chile                    | 4-0                      | Perú                     |                          | Xabier Azkargorta        | Amistoso                 |  |
| Total                    | Total                    | Total                                               | Presencias               | 2                        | Goles                    | 0                        |                          |                          |  |

| Selección chilena | Selección chilena | Selección chilena |
| Año               | Partidos          | Goles             |
| ----------------- | ----------------- | ----------------- |
| 1996              | 2                 | 0                 |
| Total             | 2                 | 0                 |

## Clubes
| Club                  | País  | Año       |
| --------------------- | ----- | --------- |
| Santiago Wanderers    | Chile | 1982-1990 |
| Unión Española        | Chile | 1991      |
| Deportes Temuco       | Chile | 1992-1997 |
| Deportes Concepción   | Chile | 1998      |
| Deportes Puerto Montt | Chile | 1999      |

## Fallecimiento
El 2001 decidió irse junto a su esposa Waleska Fuchslocher A (periodista) y sus dos hijas de 6 y 3 años, a Estados Unidos. En el país de Norteamérica, trabajaba en la escuela de Fútbol Colo Colo NYC y jugaba habitualmente en una liga aficionada conformada por chilenos residentes, además de integrar el Chilean New York.
Mientras jugaba un partido de fútbol amistoso en una liga aficionada en el barrio de Queen’s en Nueva York, murió de un ataque al corazón a los 38 años de edad el sábado 4 de enero de 2003.
“Jugó todo el primer tiempo sin problemas, pero al llegar al vestuario se sintió mal, prefirió no volver a la cancha para la segunda mitad y se quedó mirando el partido desde la tribuna. Allí sufrió un fuerte dolor en el pecho y se desplomó inerte sobre el piso. Y aunque sus compañeros llamaron una ambulancia, los esfuerzos por reanimarlo fueron estériles y el jugador llegó sin vida al hospital”, dice una nota de LUN del lunes 6 de enero de 2003.
“Gustavo no tenía antecedentes de enfermedades cardíacas. Hablé con su señora, que es amiga y colega de la mía, y me dijo que hace como seis meses le dio un desmayo que lo atribuyó más que nada al calor. Pero no quiso hacerse exámenes. Se cumplieron sus deseos, porque él siempre le decía a su señora que le encantaría morir en una cancha”, señaló en su momento Carlos Soto, presidente del Sifup y quien fuera compañero de Poirrier en Deportes Temuco entre otros años en 1995 en una de las mejores campaña de la historia de Temuco bajo la mano del DT Eduardo Cortázar (finalizaron 4.os el torneo clasificando a la liguilla de Copa Libertadores).
"Quizás la muerte de su padre, ocurrida el 23 de diciembre, pudo afectarle demasiado. A lo mejor nunca lo demostró y su tristeza siempre la llevó por dentro", señaló uno de sus amigos en EE. UU, el profesor de Educación Física Danilo Vukovic.
En diciembre de 2005 se cumplió el viejo sueño de Poirrier: que existiera una escuela de fútbol para niñas, en Viña del Mar. Waleska lo concretó, fundando la Escuela de fútbol Soccer Time.